# Burke Shelley
Pour les articles homonymes, voir Shelley.
John Burke Shelley, né le 10 avril 1947 à Cardiff et mort le 10 janvier 2022 dans la même ville, est le chanteur et bassiste du groupe gallois Budgie.

## Biographie
Né le 10 avril 1947 à Cardiff au Pays de Galles, il commence à jouer de la guitare et à composer en 1964, influencé par les Beatles et Love Sculpture. Il rencontre en 1967 Tony Bourge et Ray Philips, avec lesquels il fonde le groupe de hard rock Budgie. Il est le seul membre originel qui a participé à tous les albums du groupe. Il en est aussi le principal auteur compositeur. Après la séparation du groupe en 1988, il joue un moment avec les Superclarkes, un autre power trio.
Burke Shelley est marié à Blanche avec qui il a eu deux enfants.
Il meurt le 10 janvier 2022.

## Instrument
Burke Shelley joue principalement sur une Fender Precision Bass.

## Discographie

### EP
- 1980 : If Swallowed Do Not Induce Womiting

### Albums studio
- 1971 : Budgie
- 1972 : Squawk
- 1973 : Never Turn Your Back on a Friend
- 1974 : In for the Kill
- 1975 : Bandolier
- 1976 : If I Were Brittania I'd Waive the Rules
- 1978 : Impeckable
- 1980 : Power Supply
- 1981 : Nightflight
- 1982 : Deliver Us from Evil
- 2006 : You're All Living in Cuckooland

### Albums en public
- 1998 : Heavier Than Air - Rarest Eggs
- 1998 : We Came, We Saw...
- 2002 : Live In San Antonio
- 2005 : Radio Sessions 1974 - 1978
- 2006 : The BBC Recordings

### Compilations
- 1975 : Best Of Budgie
- 1981 : Best Of Budgie
- 1996 : An Ecstasy Of Fumbling - The Definitive Anthology
- 1997 : Best Of Budgie
- 2004 : The Last Stage